# École no 17 Brésil
 (mars 2024).

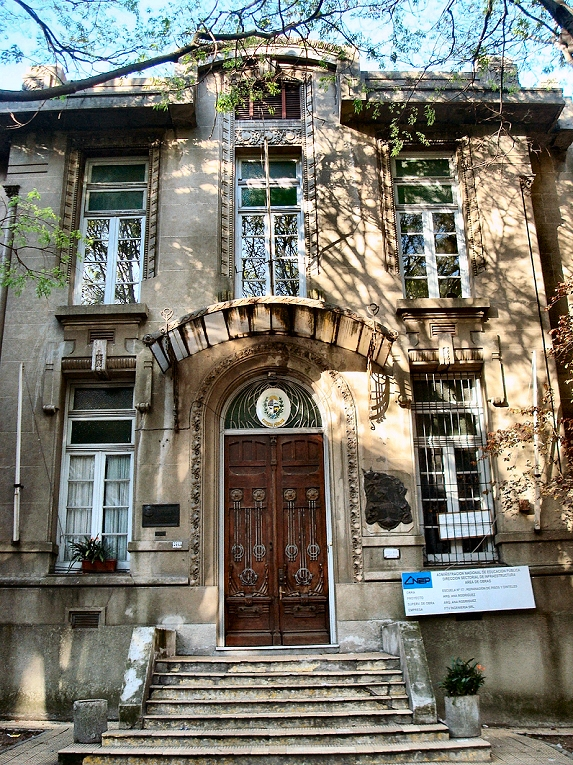
Entrée de l'École Brésil à Montevideo.

L'École no 17 Brésil (Escuela Brasil, en espagnol) est un bâtiment situé à Montevideo, capitale de l'Uruguay, dans le quartier de Pocitos sur les rues Avenida Brasil 2963, 26 de Marzo et José Martí. Construit par l'architecte Américo Maini en 1908, l'édifice comprend deux étages. Certains éléments sont remarquables : l'accès, les linteaux, etc. Il est classé « Monument historique national ». Il abrite une école publique, laïque et gratuite.